# Ілзе (фільм)
«Ілзе» (латис. Ilze) — радянський художній фільм 1959 року знятий на Ризькій кіностудії режисером Роландом Калниньшем за романом латиської письменниці Анни Броделе «Кров'ю серця».

## Сюжет
1947 рік. Латвійська РСР. Війна щойно закінчилася. Сільська дівчина з бідняцької сім'ї, комсомолка Ільзе, палко любить Рудіса, хоча він і син куркуля, і про нього ходять різні чутки. Рудіс пішов від батька-куркуля, вступив до колгоспу, добре працює, став бригадиром і подав заяву в партію. І це він наполіг на тому, щоб Ільзе вступила до комсомолу, а тепер пропонує їй їхати в місто вчитися.
Тим часом у колгоспі орудують якісь приховані вороги: вбито парторга Рутіньша, обвинувачено найкращого бригадира, трапляються всякі неполадки… Щоправда, новий парторг Марта енергійно взялася за справу, почала налагоджувати господарство. Але вороги тільки причаїлися.
Випадково Ілзе почула розмову Рудіса зі своїм батьком. І тільки тоді вона зрозуміла, ким насправді є її чоловік. Він брав участь у вбивстві Рутіньша і тепер готує замах на Марту. В жаху вибігає Іззе з дому і поспішає попередити Марту та колгоспників. Змовників заарештовують.

## В ролях
- Маргарита Жигунова — Ілзе
- Едуардс Павулс — Рудольф Сталей
- Лідія Фреймане — Марта
- Роберт Мустапс — Рутіньш
- Юлій Бебріш — Андрейс
- Яніс Лусенс — Дегсніс
- Вілма Лієпіня — Христина
- Гунарс Плаценс — Петеріс
- Улдіс Лієлдідж — Хуго
- Карп Клетнієкс — Стемпс
- Емілія Берзіня — Ієрінієте
- Алфредс Віденіекс — Таурупс
- Талівалдіс Аболіньш — епізод
- Петеріс Петерсонс — епізод
- Ельза Радзіня — епізод
- Мартіньш Вердіньш — епізод

## Знімальна група
- Режисер — Роланд Калниньш
- Сценарист — Анна Броделе
- Оператор — Маріс Рудзітіс
- Композитор — Мендель Башс
- Художник — Герберт Лікумс

## Нагороди
- 1960 - на 2-му кінофестивалі Прибалтики та Білорусі в Ризі премія за кращу епізодичну роль Лідії Фреймане.

## Цікаві факти
- Маргарита Жигунова, виконавиця головної ролі, познайомилася і згодом стала дружиною артиста балету Маріса Лієпи під час зйомок у Цесісі.
- Фільм був знятий через 10 років після депортації у березні 1949 року.